# Festigny, Yonne
Festigny là một xã của Pháp, tọa lạc ở tỉnh Yonne trong vùng Bourgogne-Franche-Comté.

## Hành chính
| Danh sách các thị trưởng               |           |                |      |         |
| Giai đoạn                              | Giai đoạn | Tên            | Đảng | Tư cách |
| tháng 3 năm 2001                       | 2008      | Marcel DROUARD |      |         |
| Tất cả các dữ liệu trước đây không rõ. |           |                |      |         |

## Thông tin nhân khẩu
| v.1882                                               | 1962 | 1968 | 1975 | 1982 | 1990 | 1999 |
| ---------------------------------------------------- | ---- | ---- | ---- | ---- | ---- | ---- |
| 300                                                  | 39   | 73   | 90   | 62   | 75   | 69   |
| Số liệu lấy từ năm 1962: Dân số không tính hai trùng |      |      |      |      |      |      |